# Batalla de Langensalza (1761)
La batalla de Langensalza va tenir lloc el 10 de febrer de 1761 i va ser un enfrontament entre les forces franceses i les forces aliades prussianes i hanoverianes durant la Guerra dels Set Anys. Es va lluitar a prop de Langensalza al que ara és Alemanya Oriental. Un avanç aliat va sorprendre els francesos, del que va resultar la captura de 2000 soldats francesos.

## Antecedents
Després de la difícil campanya de 1760, els austríacs i els russos van haver d'interrompre les seves operacions contra els prussians. A continuació Frederick va demanar als seus aliats anglo-hannoverians al comandament dels quals estava Ferran de Brunswick-Lüneburg, que passessin a l'ofensiva contra els francesos a Hesse i per a això va enviar un cos de 7000 soldats prussians per a donar suport a aquesta ofensiva. El 26 de gener de 1761 l'exèrcit francès va obtenir una victòria local sobre els prussians a Franckenhausen, situada a Turíngia.

## Procediment
L'exèrcit prussià comandat per Friedrich Wilhelm von Syburg es va unir amb els hanoverians, que estaven sota el comandament de Friedrich von Spörcken. Es van trobar amb les forces franceses del comte de Stainville i el comte saxó de Solms .
Els exèrcits es van enfrontar a banda i banda del riu Salzan. Els francesos, atrapats en una vall enfangada i xopada per les pluges, maniobraven amb dificultat. Una columna francesa es va extraviar i va haver de creuar el gual Salzan. L'artilleria francesa, situada a una cota massa baixa no està en condicions de bombardejar la cavalleria prussiana que maniobrava en cotes més elevades.
La batalla va acabar amb la derrota de les forces franc-saxones que van perdre gairebé 2000 soldats, entre morts i capturats.

## Conseqüències
Ferran de Brunswick va intentar aprofitar aquest èxit d'assetjar Cassel amb 15000 hannoverians i, al mateix temps, va posar setge a Ziegenhayn i Marburg. Però va fracassar en tres intents i va ser derrotat 21 de març de 1761 a la batalla de Grünberg contra els francesos del mariscal de Broglie mentre que Frederic II, que estava amenaçat al seu flanc sud per les forces austríaques i imperials, no va ser capaç d'aprofitar les dificultats dels francesos.
La derrota de Langensalza va contribuir al declivi del prestigi del ministre francès Choiseul, germà del comte de Stainville i líder de l'aliança austríaca.